# Felsőtárkány
Felsőtárkány es un pueblo ubicado en el distrito de Eger, en el condado de Heves, Hungría.

## Superficie
Posee una superficie de 77,32 kilómetros cuadrados.

## Demografía
Hasta 2019 la población era de 3528 habitantes, con una densidad de población de 45,63 habitantes por kilómetro cuadrado.